# Pierre Xavier Emmanuel Ruffey
(Pierre Xavier) Emmanuel Ruffey, né le 19 mars 1851 à Dijon, décédé le 14 décembre 1928, est un militaire français pendant la Première Guerre mondiale.

## Biographie
Pierre Xavier Emmanuel Ruffey est né le 19 mars 1851 à Dijon au domicile de ses parents faubourg Saint Pierre 1, rue de Longvic, fils de Jean Louis Ruffey, aubergiste, et d'Élisabeth Octavie Vernier, sans profession. Élève de Polytechnique (1871-1873), puis de l'École d'application de l'artillerie et du génie de Fontainebleau (1873-1875).
Adjoint à la manufacture de Châtellerault en 1878, puis à la poudrerie de Bourges en 1879. Élève à l'École supérieure de guerre de 1879 à 1881, sorti 1er sur 75.
Il passe au 3e régiment d'artillerie en 1879, puis au 8e en 1881. Nommé à cette date adjoint à la direction de l'artillerie de Toul, puis mis à la disposition du gouverneur de Verdun. En 1882, il est professeur adjoint d'histoire militaire à l'École supérieure de guerre. En 1885, il rejoint l'état-major de la 3e division d'infanterie. En 1886, il est affecté au service du personnel de la section technique de l'artillerie. En 1887, il rejoint l'École supérieure de guerre comme professeur adjoint de tactique d'artillerie et y reste jusqu'en 1893.
Il devient chef d'escadron en 1891. En 1893, il rejoint le 1er régiment d'artillerie, puis en 1895 commande le groupe de batteries montées à Madagascar. Professeur adjoint de tactique d'artillerie à l'École supérieure de guerre en 1896. Il prend la direction du cours l'année suivante.
Il devient chef de corps du 9e régiment d'artillerie en 1901.
Le 16 avril 1902, il épouse à Beaujeux (Haute-Saône) Marie-Thérèse Louise.
Il est chef d'état-major du 17e corps d'armée (France) du 12 octobre 1903 au 24 juin 1906. Il commande la 27e brigade (24 juin 1906-19 mars 1910) et la 36e division d'infanterie (19 mars 1910-18 juin 1912).
Il est commandant du 13e corps d'armée du 18 juin 1912 jusqu'au 30 octobre 1913 et devient membre du Conseil supérieur de la guerre et commandant de la IIIe armée de mobilisation le 30 octobre 1913.
À la déclaration de guerre, il est à la tête de la IIIe armée, mais est remplacé par le Général Maurice Sarrail avant la bataille de la Marne le 30 août de la même année, victime du premier haut limogeage du général Joffre.
À cette occasion, il rédige un mémoire très virulent contre les généraux Joffre, Foch et Maunoury.
Il n'obtient plus de commandement actif pendant la guerre en raison de son inaptitude au poste. Chargé de diverses inspections en 1914, il prend la tête de la 11e région militaire à Nantes le 18 mars 1915 et reste dans cette fonction jusqu'au 16 février 1917. Il passe au cadre de réserve le 1er mars 1917.
Il est inhumé aux Invalides.

## Distinctions
- Grand officier de la Légion d'honneur (10 juillet 1918)[2]
- Croix de guerre 1914–1918[2]
- Officier de l'Instruction publique[2]
- Médaille commémorative de Madagascar[2]

## Grades
- Sous-lieutenant (1875)
- Lieutenant (1876)
- Capitaine (1878)
- Lieutenant-colonel (1897)
- Colonel (1901)
- Général de brigade (26 décembre 1905)
- Général de division (8 novembre 1910)

## Sources
1. ↑  « Général d'Armée RUFFEY », sur Musée des Etoiles (consulté le 7 août 2022)
2. 1 2 3 4  « Recherche - Base de données Léonore », sur www.leonore.archives-nationales.culture.gouv.fr (consulté le 7 août 2022)